# Alois Vogel (Theologe)
Alois Vogel, auch Aloys Vogel, (* 1. Dezember 1800 in Ettlingen; † 1. Mai 1865 in Hofweier) war ein deutscher katholischer Theologe und Kirchenhistoriker. Vogel war von 1836 bis 1845 Professor für Kirchengeschichte an der Universität Freiburg.

## Leben
Alois Vogel kam aus einem bürgerlichen Elternhaus. Er besuchte die Lateinschule in Ettlingen und von 1816 bis 1821 das Lyzeum in Rastatt. Ab 1821 studierte er Theologie an der Freiburger Universität. 1823, noch während seines Studiums, konnte Vogel die von der Theologischen Fakultät gestellte Aufgabe Welche Spuren des Christentums findet man in dem diesseits des Rheins gelegenen Teutschland vor der großen Völkerwanderung. Wo, von wem und durch welche Mittel wurde das Christentum nach der großen Völkerwanderung bis zum Tode Karls des Großen ausgebreitet? für sich entscheiden und einen Preis gewinnen.
Nach Beendigung des Studiums 1824 erhielt Vogel am 24. September 1825 die Priesterweihe. Er übernahm zunächst eine Vikarstelle in Rothenfels und später in Baden, wo er zugleich als Lehrer am Pädagogium tätig war. 1831 wurde er Pfarrer und Schulinspektor in Salem. 1834 übernahm er als Regens den provisorischen Vorstand am erzbischöflichen Seminar in Freiburg im Breisgau. Nachdem er 1835 Supplent für Kirchengeschichte an der Freiburger Universität wurde, erhielt er im Herbst 1836 eine Ordentliche Professur der Kirchengeschichte an der Universität Freiburg als Nachfolger von Matthäus Klenkler. 1843 wurde Vogel zum Prorektor der Universität ernannt.
Er war Herausgeber der Zeitschrift für die Geistlichkeit der Erzdiözese Freiburg (1828–34). Von 1839 bis 1849 war er zusammen mit den Freiburger theologischen Professoren Johann Leonhard Hug, Franz Anton Staudenmaier, Johann Baptist von Hirscher, Adalbert Maier, Peter Schleyer sowie Franz Xaver Werk Herausgeber der Zeitschrift für Theologie (ZTh). Verlagshaus war die Wagnersche Buchhandlung in Freiburg im Breisgau und gab die vierteljährliche Zeitschrift für Theologie von der Erstausgabe 1939 bis zur Einstellung 1849 heraus.
Auf Grund seiner angegriffenen Gesundheit musste er seine akademische Laufbahn beenden und übernahm im Winter 1845 eine Pfarrerstelle in Hofweier. Er starb dort am 1. Mai 1865, im Alter von 64 Jahren. Testamentarisch bestimmte er einen ansehnlichen Teil seines Nachlasses dem Kirchenfonds zu Hofweier.
Alois Vogel hinterließ nur wenige Schriften. Seine Hauptarbeit war das Werk Literär-historische Notizen über den mittelalterlichen Gelehrten Vinzenz von Beauvais, das 1843 im Universitäts-Programm zur Feier des Geburtstags von Großherzog Leopold von Baden veröffentlicht wurde. Seine Absicht, in einer größeren Arbeit nach den Schriften dieses mittelalterlichen Polyhistors den Zustand und Betrieb der Künste und Wissenschaften in der Mitte des 13. Jahrhunderts zu beschreiben, konnte er wegen seines Gesundheitszustands nicht mehr ausführen. An der von ihm mitbegründeten und von der Freiburger Theologischen Fakultät herausgegebenen Zeitschrift für Theologie beteiligte er sich in den Jahren seines akademischen Lehramtes mit mehreren Aufsätzen, so unter anderem mit der Arbeit Ueber Ellendorfs Schriftstellerei, die 1841 im sechsten Band erschien. Er schrieb aber auch zahlreiche Rezensionen über kirchenhistorische Werke, von denen die umfangreiche Besprechung der ersten Auflage der Universalgeschichte der christlichen Kirche vom katholischen Standpunkte von Johann Baptist Alzog zu nennen wäre.

## Veröffentlichungen (Auswahl)
- Ueber Ellendorfs Schriftstellerei. Freiburg 1841. (Digitalisat.)
- Universalgeschichte der christlichen Kirche vom katholischen Standpunkte Lehrbuch für theologische Vorlesungen. Von Johann Alzog Doctor der Theologie und Professor der Exegese und Kirchengeschichte am Erzbischöflichen Clerikal Seminar zu Posen. (Rezension) Freiburg 1841. (Digitalisat.)
- Literär-historische Notizen über den mittelalterlichen Gelehrten Vincenz von Beauvais. Freiburg 1843. (Digitalisat.)
- Programm zur Feier des hohen Geburtsfestes seiner Königlichen Hoheit unseres durchlauchtigsten Großherzogs Leopold. (Festschrift) Freiburg 1843. (Digitalisat.)